# Sankta Lucia (film)
Sankta Lucia är en slasher- och skräckfilm från 2024. Filmen är regisserad av Viking Almquist, och är inspirerad av John Carpenters Alla helgons blodiga natt (Halloween).
Filmen hade biopremiär i Sverige den 13 december 2024, utgiven av Folkets Bio.

## Handling
Filmen utspelar sig under Lucia och kretsar kring unga kvinnan Viola som på jobbets Luciafika blir dumpad framför alla kollegor. Violas vänner bestämmer sig för att fixa en fest för att muntra upp henne. Vad de inte vet är att en mördare iklädd vit skrud och luciakrona är på rymmen.

## Rollista (i urval)
- Sanne Broström – Viola
- Niki Löfberg – Selma
- Klara Ljungdahl – Lucia
- Gustaf Geijer – Simon
- Yosefin Buohler – Tora
- John La Briola – Charlie Dierkop
- Andreas Mossberg – John
- Andreas Gauffin – Robert
- Johan Rudebeck – Professor Krauss